# Кризька мова
Кризька мова (самоназва: Кърыцӏаь мез; азерб. Qrız dili) — мова кризів, що проживають в північно-східному Азербайджані.
Генетично мова є близькою до будухської, з якою творить окрему підгрупу — південну в складі лезгінської групи нахсько-дагестанських мов.
За різними оцінками кризькою мовою володіють 10—15 тис. осіб у Кубінському (села Криз), Хачмазькому районах. Мова є безписемною. Усі носії володіють азербайджанською мовою.
У 1972 році Ш. М. Саадієв опублікував докторську дисертацію, а 1964 року Велі Хидиров — кандидатську дисертацію з кризької мови. У 2004 році молодий французький кавказознавець Жіль Отьє захистив докторську дисертацію в університеті Париж VII з опису кризької мови. У 2009 році він видав підручник з граматики аликського діалекту кризької мови (французькою мовою).
Серед лезгінських мов кризька виділяється відносно розвиненим вокалізмом, відсутністю непридихових, обмеженим використанням абруптивів та зникненням деяких лабіальних приголосних. Місцевий відмінок для деяких іменників не утворюється за допомогою суфікса, а з використанням прийменників. Використовується родовий відмінок (а не ергативний) при утворенні непрямої основи іменника.
Сильний вплив на лексику, граматику і фонетику кризької мови має азербайджанська мова (запозичені слова, словоскладання, словоутворення за допомогою закінчень, граматичні форми).
На́голос падає завжди на другий склад: лаьзі́ «білий», купаь́л — «кугут», аьмзу́ро — «гіркий». При суфіксації наголос не змінює позицію: балка́ — «кінь», балка́нбі — «коні», амбі́— «людина» (чоловік), амбі́джі — людини (чоловіка).